# Nyctemera warmasina
Nyctemera warmasina là một loài bướm đêm thuộc phân họ Arctiinae, họ Erebidae.